# Merkur (gud)
 For alternative betydninger, se Merkur. (Se også artikler, som begynder med Merkur)
Merkur (latin: Mercurius) er i den romerske mytologi gud for kommunikation, hurtighed og handel. Merkur var gudernes bud og førte de døde til underverdenen ved at føre dem over de dødes hav. Som handelsgud tog han sig af tyve, købmænd og rejsende. Derfor havde han altid travlt og måtte løbe hurtigt. 
Hans tempel i Circus Maximus blev bygget i 495 f.Kr.. Det var det rette sted at tilbede en gud for hurtighed og handel, da det både var centrum for handel og en væddeløbsbane.
Han ligner den græske gud Hermes og den etruskiske Turms.
Planeten Merkur er opkaldt efter ham: den bevæger sig hurtigt i sin bane.